# Ølsted Sydstrand
Ølsted Sydstrand – miasto w Danii, w regionie Stołecznym, w gminie Halsnæs.